# 利瑞喹尼
利瑞喹尼（英语：Lirequinil，开发代号：Ro41-3696）是一种非苯二氮䓬类催眠药，可与GABAA受体上的苯二氮䓬位点结合。在人体临床试验中，利瑞喹尼被发现具有与唑吡坦相似的疗效，但笨拙和记忆障碍等副作用较少。然而，它的作用也比唑吡坦慢得多，口服给药后2.5小时才达到血浆峰值浓度，其O-去乙基代谢物Ro41-3290也具有活性，半衰期为8小时。这意味着虽然作为催眠药有效，但由于产生更多的次日镇静作用，利瑞喹尼未能证明优于唑吡坦，因此它尚未被用于临床。它是由罗氏的一个团队在1990年代开发的。

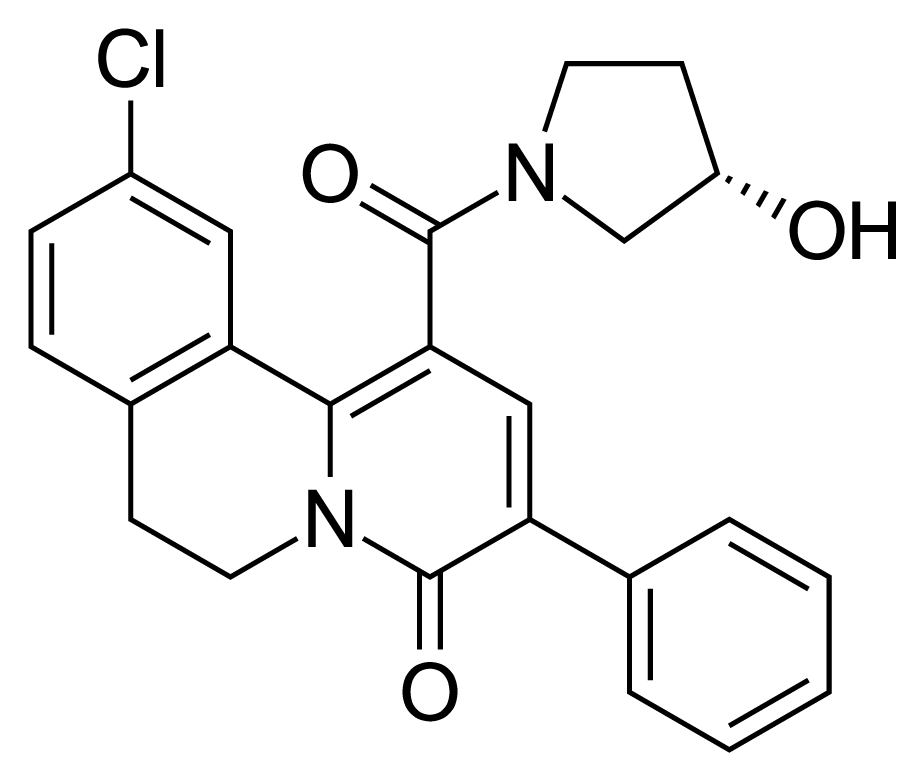
活性代谢物Ro41-3290